# Тяньчжэнь
Тяньчжэ́нь (кит. упр. 天镇, пиньинь Tiānzhèn) — уезд городского округа Датун провинции Шаньси (КНР).

## История
При империи Мин в 1393 году был создан Тяньчэнский караул (天成卫), а в 1449 году — Чжэньлуский караул (镇虏卫). При империи Цин в 1646 году два караула были объединены в один, название которого было составлено из первых иероглифов исходных караулов — Тяньчжэньский караул (天镇卫). В 1725 году караул был преобразован в уезд.
После образования КНР уезд был включён в состав провинции Чахар. В 1952 году провинция Чахар была расформирована, и уезд был передан в провинцию Шаньси, оказавшись в составе Специального района Ябэй (雁北专区). В 1958 году уезд Тяньчжэнь был присоединён к уезду Янгао. В 1959 году Специальный район Ябэй и Специальный район Синьсянь (忻县地区) были объединены в Специальный район Цзиньбэй (晋北专区).
В 1961 году Специальный район Цзиньбэй был вновь разделён на Специальный район Ябэй и Специальный район Синьсянь; при этом уезд Тяньчжэнь был вновь отделён от уезда Янгао. В 1970 году Специальный район Ябэй был переименован в Округ Ябэй (雁北地区). В 1993 году округ Ябэй был расформирован, и уезд вошёл в состав городского округа Датун.

## Административное деление
Уезд делится на 5 посёлков и 6 волостей.